# Descarbonatação
Descabonatação é a separação do carbonato de cálcio em óxido de cálcio e dióxido de carbono.
{\displaystyle CaCO_{3}\rightarrow CaO+CO_{2}}